# عبد الكبير العلوي
عبد الكبير بن العربي بن هاشم العلوي المدغري (1942، مكناس - 19 أغسطس 2017) محام وأستاذ وعالم مغربي متبحر في العلوم الشرعية له مؤلفات عديدة، شغل منصب وزير الأوقاف والشؤن الإسلامية لمدة تسعة عشر عاما. وهو من تلى خطاب البيعة اثر جلوس الملك محمد السادس عرش المغرب بعد وفاة والده الحسن الثاني. وهو مدير عام لوكالة بيت مال القدس الشريف التابعة للجنة القدس التي يترأسها ملك المغرب. توفي في 19 أغسطس 2017 وعمره 75 سنة.

## نشأته
بعد حصوله على شهادة الباكلوريا من جامعة القرويين التحق بكلية الآداب العلوم الإنسانية بفاس وحصل على شهادة الإجازة تلتها شهادة الإجازة في العلوم القانونية من كلية الحقوق بالرباط وشهادة دبلوم الدراسات العليا في العلوم الإسلامية من دار الحديث الحسنية بالرباط. ودكتوراه الدولة في العلوم الإسلامية من دار الحديث الحسنية. وقدم بحثاً عن الناسخ والمنسوخ في القرآن الكريم، وكان من قدماء الخريجين.

### مسيرته المهنية
شغل كأستاذ التعليم العالي باحث بكلية الشريعة جامعة القرويين بفاس. وأستاذ محاضر بكلية الآداب والعلوم الإنسانية بفاس. وأستاذ بالمعهد المولوي بالرباط، وهو معهد تابع للقصر الملكي يدرس به الأمراء والأميرات.

### نشاطه العلمي والثقافي
له عضوية بالمجلس الاستشاري لحقوق الإنسان وبالمجلس العلمي بفاس ورابطة علماء المغرب. كما هو عضو بأكاديمية آل البيت للفكر الإسلامي بالأردن.
وله دور كبير في اعداد صيغة نص البيعة.
في الثمانينات عندما كان وزيرا للأوقاف أشرف على جامعة الصحوة الإسلامية، بضوء أخضر من الحسن الثاني الذي كان يريد إدماج جزء من الإسلاميين في المجال السياسي.

## مؤلفاته
له عدة مؤلفات، أبرزها:
- المرأة بين أحكام الفقه والدعوة إلى التغيير.
- ظل الله.
- الحكومة الملتحية دراسة نقدية مستقبلية.
- ثورة زنّو